# 디애나 밀리건
디애나 밀리건(영어: Deanna Milligan, 1972년 3월 10일~)은 캐나다의 배우이다.
밴쿠버에서 태어났다.

## 출연 작품
- 히어 노어 데어 (2016년)
- 세븐 데들리 신스 (2010년)
- 위스퍼 앤 라이즈 (2008년)
- 가장 무서운 이야기 (2006년)
- 스틸링 시나트라 (2003년)
- 딥 리버 (2000년)
- 콜드 스쿼드 (1998년) - 릴라 넬슨 역
- 에드버킷 (1997년)
- 내 이름은 케이트 (1994년)
- 도망자 (1994년)
- 디스 보이스 라이프 (1993년)
- 워렌 일가 (1991년)

### 텔레비전
- 21 점프 스트리트 (1987년)